# Centru operativ pentru situații de urgență
Centru operativ pentru situații de urgență (acronim: COSU) denumite pe scurt „centre operative”, sunt:
- centre operative cu activitate permanentă la nivelul ministerelor și al instituțiilor publice centrale;
- centre operative cu activitate temporară la celelalte ministere și instituții publice centrale cu atribuții de prevenire și gestionare a situațiilor de urgență, precum și la sectoarele municipiului București, în municipii, orașe și comune[1].

## Despre centre operative
Centrele operative cu activitate permanentă sunt structuri tehnico-operative de specialitate, care se constituie în cadrul aparatului propriu al unor ministere și instituții publice centrale cu atribuții și funcții de sprijin complexe în prevenirea și gestionarea situațiilor de urgență și îndeplinesc funcțiile permanente de monitorizare, evaluare, înștiințare, prealarmare, alertare și coordonare tehnică operațională a intervențiilor în situații de urgență, în domeniile de competență ale ministerelor și instituțiilor publice centrale respective.Centrele operative cu activitate permanentă organizează și asigură secretariatele tehnice permanente ale comitetelor ministeriale respective.
Centrele operative permanente si temporare se constituie prin ordin al ministrului/conducătorului instituției publice centrale sau prin dispoziție a primarului, după caz.Centrele operative cu activitate permanentă sunt conduse nemijlocit de șefii acestora, se încadrează cu personal specializat pe tipuri de riscuri pentru gestionarea acestora.